# Shenandoah River
Der Shenandoah ist ein rechter Nebenfluss des Potomac River, etwa 241 Kilometer lang, in den US-Bundesstaaten Virginia und West Virginia. Als Hauptnebenfluss des Potomac entwässert er die seitlichen Täler der Appalachen westlich der Blue Ridge Mountains.
Der Untergrund des Flusstals des Shenandoah (das Shenandoah Valley) besteht aus Kalkstein. Die Karstlandschaft ist bei Touristen beliebt.

## Sonstiges
Bekannt ist der Fluss auch durch das amerikanische Volkslied Oh, Shenandoah, I long to hear you …. In John Denvers Lied Country Roads wird er ebenfalls erwähnt. Shenandoah ist auch der US-Originaltitel des Spielfilms Der Mann vom großen Fluß.